# Giovanni Zoppis
Giovanni Zoppis (Torino, 13 agosto 1830 – Roma, 11 novembre 1876) è stato un poeta e commediografo italiano.

## Biografia
Poeta vernacolare piemontese, fu autore delle opere in dialetto La paja vsin al feu (La paglia vicino al fuoco) e 'L rispet uman (Il rispetto umano), portate al successo dall'attore Giovanni Toselli. Nato da Giuseppe Zoppis e Carolina Piatti, fece studi commerciali e segui' il Parlamento dove lavorarava, da Torino a Firenze ed infine a Roma. Onesto, di carattere aperto e gioviale, osservatore acuto di uomini e di cose, largamente stimato e benvoluto fi fin da giovanetto appassionato filodrammatico e autore di commedie in italiano e piemontese.
La prima commedia fu Il linguaggio dei fiori del 1856, con cui Zoppis esordi' al Teatro Carignano.. Nel 1860 fu rappresentata a Torino dalla Compagnia Toselli 'L'papà dla maestra, seguita da Marioma Clarin nel 1860, che ebbe buon successo ed il  'L riispet uman. J'amis a la preuva, S'i fusso sgnori, A tuti j'uss so tabuss, e La neuja furono scritti nel 1861.  Nel 1864 usci Ij Malcontent. Nel 1865 fu scritta La riconciliassion.  Seguirono: El peca original (1869) e Un buf de vent (1870).
Il Bersezio definiva il suo linguaggio "puro come una coppa di acqua fresca ... di una sorgente montanina". Nella prefazione a Marioma Clarin Giovanni Zoppis scriveva una nota che caratterizza la sua opera:  " Se tu pensi di trovare in queste pagine novita' di argomenti, attrito di forti passioni, peregrinita' di concetti, non andar oltre, chiudi il libro e cerca il tuo meglio. Ove ti basti un'esposizione piena di scene famigliari, di caratteri delineati al vero, leggi, e se queste commedie avranno tanta fortuna da ricrearti non foss'altro che per un quarto d'ora e distoglierti dall'eterna noia dei pesanti affari, la mia ambizione d'autore sara' bastevolmente soddisfatta."
Collaborò con giornali in lingua ed in dialetto, amministrativi e letterari, recando ovunque la sua nota mite, il suo giudizio temperato, la sua giocondità tranquilla, un umorismo pari a quei pallidi raggi di sole che son quasi melanconici.  Sposo' un'attrice di teatro, Giuseppina Morino, da cui ebbe due figli, uno dei quali, Luigi Zoppis (Firenze 1870- Roma 1935), scrisse libri e pubblico' articoli di carattere letterario.